# Fredrik Ulrik Wrangel
Pour les articles homonymes, voir Wrangel.
Fredrik Ulrik Wrangel (né le 3 octobre 1853 à Salsta, dans la région d'Uppsala — mort le 14 août 1929 à Versailles), est un historien suédois. Il s'était installé en France en 1888. Il signe ses ouvrages en français : Comte F.-U. Wrangel.

## Ses œuvres
- Liste des diplomates français en Suède 1541-1891, Stockholm, P.A. Norstedt & söner, 1891, 95 p.
- Les maisons souveraines de L'Europe: recueil de portraits avec notices généalogiques, avec dessins de Agi Lindgren, Stockholm : Tulberg, 2 volumes in quarto,1898-1899, 844 pages ;
- Voyage en France d'Oxenstiern : 1635, Paris : Plon, 1917,
- La vie rustique en Alsace, avec une préface de Paul Fort, Paris, Plon, 1919, 188 pp.
- Lettres d'Axel de Fersen à son père pendant la Guerre d'indépendance d'Amérique, Paris, Firmin-Didot et Cie, 1929, 199 p.
- Première visite de Christine de Suède à la Cour de France:  1656, 1930